# Super Mario RPG
Super Mario RPG (スーパーマリオRPG?, Sūpā Mario ĀruPīJī), pubblicato in Nord America con il titolo Super Mario RPG: Legend of the Seven Stars, è un videogioco di ruolo sviluppato da Square(l'allora Square Enix)e pubblicato da Nintendo per il Super Nintendo Entertainment System nel 1996. Originariamente, il gioco non fu distribuito nei paesi PAL, fino a quando nel 2008 non fu pubblicato per la Virtual Console del Wii.
Super Mario RPG è l'ultimo gioco prodotto per SNES della serie Mario ed è stato anche uno degli ultimi prodotti da Square per la Nintendo fino a Chocobo Land: A Game of Dice del 2002. Lo sviluppo venne affidato integralmente a Square sotto la guida del produttore Shigeru Miyamoto.
Il 21 giugno del 2023 durante il Nintendo Direct è stato annunciato il remake del gioco su Nintendo Switch, uscito il 17 novembre dello stesso anno.

## Trama
Il gioco inizia con Mario che entra nel castello di Bowser per salvare la principessa Toadstool rapita da quest'ultimo. Durante la battaglia però una spada gigante, cadendo dal cielo, colpisce il castello facendo volare Mario, Bowser e la principessa Toadstool in direzioni differenti. Mario riesce comunque a tornare nel Regno dei Funghi dove il cancelliere lo invita ad andare a cercare la principessa e successivamente ad individuare la ragione per il quale la spada sia caduta nel regno.

Mario, Bowser e la principessa Toadstool affrontano Smithy

Così Mario parte dal Regno dei Funghi in compagnia del suo nuovo amico Mallow per aiutarlo a recuperare la Moneta Rana che gli era stata rubata. Al suo ritorno trova però il regno in balia di strane creature che appartengono alla gang di Smithy. Dopo averle sconfitte, Mario trova una strana stella e la porta con sé, sperando di capire meglio cosa sia durante il viaggio.
Durante la ricerca della principessa i due incontrano una strana bambola dal nome Geno posseduta dallo spirito di una stella. Questo strano personaggio spiega a Mario che la stella da lui ritrovata fa parte della Star Road luogo dove lui risiede. Geno ha l'arduo compito di recuperarne tutti i frammenti che ora sono nelle mani della Smithy Gang per poterla riparare. Mario decide così di aiutare il nuovo amico nella sua missione.
Durante il viaggio la compagnia di Mario incontra Bowser intento a riorganizzare le proprie truppe per poter tornare in possesso del castello dei Koopa occupato da Smithy, dopo alcuni dubbi ma avendo capito di aver un obbiettivo comune con Mario, Bowser decide per la prima volta di collaborare con il suo acerrimo rivale.
Salvata dalle grinfie di Booster, che voleva sposarla, anche la principessa Toadstool si unisce alla ricerca delle stelle.
Quando il gruppo ha recuperato la maggior parte delle stelle viene a conoscenza che l'ultima è custodita proprio nel castello una volta appartenuto a Bowser. Recativisi scoprono che la spada gigante non è nient'altro che un portale di collegamento tra il regno dei funghi e la fabbrica di Smithy. Raggiuntolo lo sconfiggono ripristinando la Star Road.

## Modalità di gioco
In Super Mario RPG Mario, Bowser, la Principessa Toadstool, Mallow e Geno combattono come alleati nel primo videogioco di ruolo della serie Mario. Questo videogioco contiene tantissimi particolari comuni agli altri RPG prodotti dalla Square come Chrono Trigger e Final Fantasy con una storia di base e un gameplay basati sulla serie Super Mario.
I nemici di Mario sono visibili sullo schermo e solo nel caso si venga a contatto con uno di essi si entra nella schermata di battaglia. Questa caratteristica permette al giocatore di evitare le battaglie indesiderate ad esclusione di quelle necessarie per il proseguimento della storia. Evitare gli scontri tuttavia significa acquisire meno punti esperienza, causando meno danni agli avversari e ricevendone di più gravi rendendo il gioco più difficile.

### Sistema di battaglia
Le battaglie di per sé non hanno alcuna caratteristica platform ma consistono in uno scontro a turni, come i classici RPG. Dopo aver selezionato il comando di attacco al giocatore è inoltre richiesta un'ulteriore operazione, che può consistere nel premere ancora lo stesso tasto una volta, continuare a premerlo oppure ruotare il pad, per causare il maggior danno possibile. La stessa cosa vale anche per le magie. Questa caratteristica è stata successivamente ripresa in altri giochi della Square come in Final Fantasy VIII. Anche gli oggetti hanno una notevole importanza in battaglia soprattutto nelle fasi iniziali. Comunque la maggior parte del gioco si svolge al di fuori della schermata di battaglia dove Mario si muove in un platform isometrico dove le sue solite capacità più alcune di nuova introduzione (come gli incantesimi) giocano un ruolo fondamentale per il prosieguo della storia. Il giocatore può controllare 5 personaggi (Mario, Mallow, Geno, Bowser, e la Principessa Toadstool) ognuno di loro con attacchi e mosse speciali uniche.

## Personaggi selezionabili
Ci sono in tutto cinque personaggi utilizzabili, di cui solo tre per volta possono combattere. Ognuno è caratterizzato da un seme delle carte da gioco (tranne Geno, poiché il suo simbolo è una stella), che appare quando utilizza la magia.
- Mario: Il protagonista è un vero personaggio pubblico nei paesi che attraversa nel videogioco, ed è famoso e rispettato, specie nel regno dei Funghi. Come molti protagonisti di RPG del periodo (tra cui Dragon Quest e Chrono Trigger), Mario non parla mai, tranne che per rispondere alle domande rivoltegli. Usa come armi pugni, martelli e gusci di Koopa e le sue tecniche speciali comprendono palle di fuoco e salti in testa. Il suo simbolo è Picche

Mappa di Super Mario RPG

- Mallow: Un essere dall'aspetto simile a quello di una nuvola, allevato dalla vecchia rana Frogfucius (evidente parodia di Confucio) e per questo convinto di essere un girino. Riconosciuto Mario dopo averlo visto saltare, gli chiede il suo aiuto per recuperare la Moneta Rana (Frog Coin) rubatagli da Croco. Riconsegnata la moneta al nonno, Frogfucius gli rivela di averlo adottato dopo averlo trovato nel fiume, diversi anni prima. Mallow, compreso di non essere un girino, parte quindi alla ricerca della sua vera famiglia unendosi al gruppo di Mario, che idolatra. Quando, in seguito, arriverà nel Regno delle Nuvole (Nimbus Land), scoprirà di esserne il principe. Usa come arma i suoi pugni allungabili e dei cembali. Il suo simbolo è Fiori.
- Geno: Lo spirito della distrutta Star Road, disceso sulla Terra incarnandosi nella bambola di legno di un bambino. Il suo vero nome è ♡♪!? tuttavia essendo inpronunciabile ha deciso di farsi chiamare Geno, che è il nome della bambola di cui si è impossessato. Si unisce al gruppo di Mario per ritrovare i sette frammenti della Strada e sventare i piani di Smithy. È un potente mago e la sua forma di bambola gli consente di sparare i suoi pugni a molla come arma. Il suo simbolo è la stella. Farà un cameo nel 2003 in Mario & Luigi Superstar Saga in un minigioco.
- Bowser: Il cattivo iniziale della storia viene facilmente battuto da Mario nei primi minuti di gioco, per poi essere sbalzato fuori dal suo castello dalla gigantesca spada Exor. Furioso per aver perso il suo covo, segue Mario nel suo viaggio con lo scopo di scacciare l'invasore e reclamare la sua casa, anche se considera gli altri compagni come sottoposti a cui ha fatto l'onore di entrare nel suo esercito. Combatte con gli artigli e roteando un Chain Chomper (Categnaccio) e una particolare arma gli permette di scagliare Mario contro i nemici. Il suo simbolo è Quadri.
- Principessa Toadstool: La principessa del regno dei funghi viene ancora una volta rapita da Bowser, ma scompare quando Exor cade sul castello. Viene poi ritrovata e salvata solo più avanti nel gioco ed è l'ultimo personaggio a entrare nel party. Usa come armi ventagli e guanti con cui schiaffeggia i nemici; è possibile inoltre equipaggiarla con una padella, che nonostante l'apparenza ridicola è una delle migliori armi del gioco. Il suo simbolo è Cuori.

## Sviluppo
Il gioco venne ufficialmente svelato dal creatore e produttore di Super Mario Bros, Shigeru Miyamoto, e dal co-direttore Chihiro Fujioka al V-Jump Festival che si tenne in Giappone nel 1995. Miyamoto guidò i talentuosi team di sviluppo di Nintendo e Square che impiegarono più di un anno per produrre, come Nintendo Power scrisse, "il gioco di ruolo con la miglior grafica mai vista fino ad ora". La storia si sviluppa in un ristilizzato Regno dei Funghi basato comunque sulla serie Super Mario Bros.
La città delle talpe (Moleville), la foresta tropicale (Forest Maze), il castello del Regno dei Funghi (Mushroom Kingdom), la cascata (Midas River), la pianta di fagioli gigante (Land's End) e il villaggio delle nuvole furono solo alcuni dei luoghi già completati nell'ottobre del 1995 da Square che corrispondevano a circa il 70% del gioco finale, quando Nintendo Power annunciò di aver scoperto Mario a condurre un vagone su alcuni binari come effettivamente avviene nelle mine a Moleville. Square creò tutti gli elementi interni come le colonne e le scale e quelli esterni utilizzando la tecnica dell'Advanced Computer Modeling (ACM). Effetti speciali di luce creano ombre e riflessi che danno agli elementi 3D un aspetto completamente reale.
Guidata da Miyamoto, Square sviluppò il gioco in Giappone combinando le caratteristiche dei suoi tradizionali RPG, Final Fantasy VI e Chrono Trigger, con quelle dei platform della Nintendo. La serie Final Fantasy della Square infatti fece da modello per le sequenze di battaglia mentre la parte dedicata all'azione più pura venne tratta da Super Mario Bros. Durante le sue visite alle varie città, Mario parla con le persone, compra oggetti, e apprende segreti come in un classico RPG ma la grafica 3D garantisce a Mario una miglior animazione rispetto a tutti i personaggi precedenti della Square come ad esempio Chrono. Mario deve schivare raffiche di proiettili (Bullet Bills o Pallottoli Bills) nella Nave Affondata (Sunken Ship o Relitto Marino), ricreare una sinfonia saltando da un girino all'altro a Tadpole Pond, saltare su una vite per farla girare sul filetto e potersi così muovere in avanti nella Fabbrica (Factory). Quest'ultima sfida era comunque già stata introdotta precedentemente in Super Mario Bros. 3 anche se in 2D. Mario ha la possibilità di muoversi in 8 direzioni e saltare in alto o in basso in una prospettiva a 3/4 fornendo al personaggio una piena mobilità a 3D. La nuova visuale è una caratteristica ereditata da giochi come Equinox, ma a questo stadio di completezza, il mix tra elementi di gioco d'avventura e d'azione lo pongono in una categoria prossima a quella di The Legend of Zelda: A Link to the Past.
Quando la Nintendo of America (NOA) ricevette a novembre dello stesso anno la versione sviluppata al 60% del gioco, la sorpresa più grande fu la presenza del sistema di combattimento classico degli RPG, caratteristica di cui non era a conoscenza. Mario incappando nei nemici lancia la schermata di battaglia, il rendering di quest'ultima è stato sviluppato come nel resto del videogioco, includendo l'animazione degli attacchi generati dalle armi equipaggiate.
Confrontato con i capitoli precedenti della saga di Super Mario Bros., dove i personaggi potevano muoversi unicamente a sinistra, destra sopra o sotto c'è una quattro volte maggior possibilità di movimento che è il cambiamento più radicale nella storia lunga 15 anni del personaggio fino a quel punto. Creata tramite una macchina della SGI, la grafica eccezionale può essere comparata solo con pochi giochi dell'epoca come Donkey Kong Country, Donkey Kong Country 2: Diddy's Kong Quest, Donkey Kong Country 3: Dixie Kong's Double Trouble! e Killer Instinct.
In dicembre, lo sviluppo del gioco subì un ritardo a causa della necessità di completarne la traduzione e migliorare diverse caratteristiche del game play. Per esempio, il cancelliere dapprima chiamato "Mushroom Retainer" divenne il "ministro". Il piano di sviluppo continuò anche in febbraio per la versione nordamericana, posticipandone l'uscita ufficiale dall'inverno alla primavera successiva.
Super Mario RPG: Legend of the Seven Stars è uno degli unici tre giochi per SNES che al di fuori del mercato giapponese utilizzano il Nintendo SA-1 (gli altri due sono: Kirby Super Star and Kirby's Dream Land 3). A confronto con gli standard dei giochi per SNES, questo processore aggiuntivo garantisce una maggiore velocità di clock, RAM più veloce, una maggiore capacità di memoria, di accumulo dati e compressione, nuove modalità DMA e un CIC lockout integrato (per la protezione dalla pirateria e il controllo regionale). La grafica veramente eccellente ricorda Sonic 3D: Flickies' Island per Sega Mega Drive.
Gli effetti sonori impiegano il chip SPC700. Questo chip sonoro integrato non è una caratteristica unica di questo gioco, ha la possibilità di simulare effetti riverbero con poco ritardo (o eco). Il gioco ha al suo interno 210 effetti sonori.

## Distribuzione

### Remake
Un omonimo remake di Super Mario RPG è stato annunciato per Nintendo Switch nel giugno 2023 ed è stato distribuito il 17 novembre dello stesso anno. Il remake è stato sviluppato da ArtePiazza, azienda che aveva già lavorato ai giochi della serie Dragon Quest di Square Enix. Presenta una grafica completamente 3D, nomi dei personaggi e dei nemici aggiornati e la possibilità di passare dalla musica originale a una colonna sonora riarrangiata da Shimomura. Le nuove meccaniche di battaglia includono la possibilità di danneggiare tutti i nemici quando si eseguono comandi di azione perfetti e potenti "mosse triple" specifiche della squadra eseguite dopo aver costruito un indicatore utilizzando comandi di azione riusciti. Altre aggiunte includono un'impostazione di difficoltà più facile, un regolatore del suono, un bestiario per vedere i nemici che il giocatore ha incontrato e rivincite dei boss al termine della trama principale. Ha ricevuto recensioni generalmente favorevoli su Metacritic.

## Colonna sonora
Yōko Shimomura (Parasite Eve, Legend of Mana, la serie Kingdom Hearts) ha composto le musiche per questo videogioco. Ha inoltre incorporato degli arrangiamenti delle musiche di Kōji Kondō (Super Mario e la serie The Legend of Zelda) e Nobuo Uematsu (serie Final Fantasy). Sono inoltre presenti 3 canzoni della serie Final Fantasy.
La colonna sonora di Super Mario RPG è stata prodotta da JIV su CD con il nome di Super Mario RPG Jeneral Interaction Version, il suo codice è PSCN-5047 / PSCN-5048, contiene 65 canzoni delle 73 presenti nel videogioco.

## Accoglienza
Super Mario RPG venne accolto molto bene dalla critica meritandosi ottime recensioni tra cui un 8,75/10 da Electronic Gaming Monthly e nelle classifiche stilate dagli utenti come "best game of all-time" (miglior gioco di tutti i tempi) si trova al 26º posto su GameFAQs e al 30º su IGN, anche in Giappone le vendite non andarono affatto male infatti nel 1996 ne furono vendute 1,46 milioni di copie rendendolo il terzo gioco più venduto di quell'anno.
Gli elogi in particolare erano rivolti all'eccellente grafica ed alla qualità visiva dell'opera. Nintendo Power sostenne infatti che la grafica era uno dei punti di forza del gioco tale da farlo avvicinare ad un pubblico più ampio rispetto ai classici RPG. Nel marzo 1997 sempre Nintendo Power lo candidò a diversi premi tra cui quello della "Miglior Grafica", questo premio veniva assegnato tramite una votazione dei lettori ed alla fine vide come vincitore un altro gioco della Nintendo: Super Mario 64. 1UP.com lodò la grafica sostenendo che essa fosse la migliore mai vista su SNES. Electronic Gaming Monthly scrisse che la parte grafica era così forte da assomigliare ad un classico titolo della serie Mario ma senza penalizzare la sua natura di RPG e commentò che la grafica di Super Mario RPG è la classica Nintendo: pulita e colorata con un'ottima animazione.